# Jevgenija Malamidová
Jevgenija Malamidová (rusky: Евгения Маламид; * 1987) je ruská reprezentantka ve sportovním lezení, vítězka zimních armádních světových her v lezení na obtížnost.

## Výkony a ocenění
- 2004: bronzová medaile v celkovém hodnocení Evropského poháru juniorů
- 2013: vítězka zimních armádních světových her
- 2012-2014: trojnásobná nominace na mezinárodní prestižní závody Rock Master v italském Arcu, kde získala tři medaile

### Závodní výsledky
| Světové hry | Světové hry |
| Rok         | 2013        |
| ----------- | ----------- |
| Obtížnost   | 10-11       |

| Zimní armádní světové hry | Zimní armádní světové hry |
| Rok                       | 2013                      |
| ------------------------- | ------------------------- |
| Obtížnost                 | 1                         |
| Rychlost                  | 3                         |
| Bouldering                | 2                         |

| Arco Rock Master | Arco Rock Master | Arco Rock Master | Arco Rock Master | Arco Rock Master |
| Rok              | 2010             | 2012             | 2013             | 2014             |
| ---------------- | ---------------- | ---------------- | ---------------- | ---------------- |
| Obtížnost        | 14*              | 3                | 5                | 5                |
| Duel             | —                | 3                | 6                | 2                |

* pozn.: v roce 2010 byla rozšířená nominace jako příprava na MS 2011
| Mistrovství světa | Mistrovství světa | Mistrovství světa | Mistrovství světa | Mistrovství světa | Mistrovství světa | Mistrovství světa |
| Rok               | 2005              | 2007              | 2009              | 2011              | 2012              | 2014              |
| ----------------- | ----------------- | ----------------- | ----------------- | ----------------- | ----------------- | ----------------- |
| Obtížnost         | 11-20             | 21                | 25                | 31-32             | 8                 | 10                |

| Světový pohár | Světový pohár | Světový pohár | Světový pohár | Světový pohár | Světový pohár  | Světový pohár | Světový pohár     | Světový pohár     | Světový pohár | Světový pohár           | Světový pohár    | Světový pohár | Světový pohár        | Světový pohár | Světový pohár |
| Rok           | 2003          | 2004          | 2005          | 2006          | 2007           | 2008          | 2009              | 2010              | 2011          | 2012                    | 2013             | 2014          | 2015                 | 2017          | 2018          |
| ------------- | ------------- | ------------- | ------------- | ------------- | -------------- | ------------- | ----------------- | ----------------- | ------------- | ----------------------- | ---------------- | ------------- | -------------------- | ------------- | ------------- |
| Obtížnost     | 41-43         | x             | x             | x             | x              | x             | x                 | x                 | —             | x                       | x                | x             | x                    | 0             | 0             |
| jednotlivě*   | ,14,21,       | ,19,          | ,14, 20,16,   | ,9,12,        | ,23,35, 11,20, | ,13,7, 20,9,  | ,10,26, 12,15,11, | ,15,16, 10,20,15, | —             | ,7,9,11,8, 12,7,4,14,7, | ,10,11, 22,6,17, | ,8,17, 14,12, | ,34,30,11, 27,32,13, | ,49,          | ,70,57,       |
|               |               |               |               |               |                |               |                   |                   |               |                         |                  |               |                      |               |               |
| Rychlost      | —             | —             | —             | —             | x              | —             | —                 | —                 | —             | —                       | —                | —             | —                    | —             | —             |
| jednotlivě*   | —             | —             | —             | —             | ,14,           | —             | —                 | —                 | —             | —                       | —                | —             | —                    | —             | —             |
|               |               |               |               |               |                |               |                   |                   |               |                         |                  |               |                      |               |               |
| Bouldering    | —             | —             | —             | —             | x              | —             | x                 | —                 | x             | —                       | —                | —             | —                    | —             | —             |
| jednotlivě*   | —             | —             | —             | —             | ,16,           | —             | ,29,              | —                 | ,32,17,       | —                       | —                | —             | —                    | —             | —             |
|               |               |               |               |               |                |               |                   |                   |               |                         |                  |               |                      |               |               |
| Kombinace     | —             | —             | —             | —             | x              | —             | x                 | —                 | —             | —                       | —                | —             | —                    | 0             | —             |

* pozn.: nalevo jsou poslední závody v roce
| Mistrovství Evropy | Mistrovství Evropy | Mistrovství Evropy | Mistrovství Evropy | Mistrovství Evropy | Mistrovství Evropy | Mistrovství Evropy | Mistrovství Evropy |
| Rok                | 2004               | 2006               | 2008               | 2010               | 2013               | 2015               | 2017               |
| ------------------ | ------------------ | ------------------ | ------------------ | ------------------ | ------------------ | ------------------ | ------------------ |
| Obtížnost          | 15                 | 10-11              | 16-17              | 22                 | 8                  | 8                  | 46                 |

| Mistrovství světa juniorů | Mistrovství světa juniorů | Mistrovství světa juniorů | Mistrovství světa juniorů | Mistrovství světa juniorů | Mistrovství světa juniorů | Mistrovství světa juniorů |
| Rok                       | 2001 kat. B               | 2002 kat. B               | 2003 kat. A               | 2004 kat. A               | 2005 juniorky             | 2006 juniorky             |
| ------------------------- | ------------------------- | ------------------------- | ------------------------- | ------------------------- | ------------------------- | ------------------------- |
| Obtížnost                 | 11                        | 7                         | 6                         | 18                        | 11                        | 6                         |
| Rychlost                  | 4                         | 5                         | —                         | —                         | 9                         | 11                        |

| Evropský pohár juniorů | Evropský pohár juniorů | Evropský pohár juniorů | Evropský pohár juniorů | Evropský pohár juniorů | Evropský pohár juniorů | Evropský pohár juniorů |
| Rok                    | 2001 kat. B            | 2002 kat. B            | 2003 kat. A            | 2004 kat. A            | 2005 juniorky          | 2006 juniorky          |
| ---------------------- | ---------------------- | ---------------------- | ---------------------- | ---------------------- | ---------------------- | ---------------------- |
| Obtížnost              |                        |                        |                        | 3                      | 4                      | 6                      |
| jednotlivě* (2/4/4)    | ,                      | ,,7                    | ,4,9,                  | 6,,,6                  | 4,-,6,6,               | ,12,-,-,               |

* pozn.: nalevo jsou poslední závody v roce